# ダンカン・ルース
ダンカン・ルース（Robert Duncan Luce, 1925年5月16日 - 2012年8月11日）は、アメリカ合衆国の科学者・カリフォルニア大学アーバイン校認知科学教授。

## 略歴
1945年にマサチューセッツ工科大学で航空工学の学士号を取り、1950年には同校で数学の博士号を取得した。1954年にコロンビア大学で数理統計学と社会学の助教授に就任。1957年から1959年までハーバード大学でフェローとして研究を行った後、1959年にペンシルベニア大学の数学の教授、1968年には心理学の教授となった。1969年初めにプリンストン高等研究所を訪れ、1972年からはカリフォルニア大学アーバイン校に勤めたが、1976年に心理学教授としてハーバード大学に戻った。1972年に、基礎計測、効用理論、精神物理学、数理行動科学などに対する業績で全米科学アカデミーのメンバーに選ばれた。1988年には認知科学の教授としてカリフォルニア大学アーバイン校に戻り、1988年から1998年には数理行動科学研究所所長を務めた。2003年に数理心理学の業績でアメリカ国家科学賞を受賞した。
2012年8月11日、死去。87歳没。